# Powerakkord
En powerakkord er en speciel type akkord der kan tages i alle bånd på guitaren. Den er opbygget af en grundtone, den tilhørende kvint, og nogle gange også grundtonen en oktav højere. Teoretisk er powerakkorden ikke en akkord, da den ikke indeholder tre toner og samtidig er kønsløs (hverken mol eller dur). Men den har alligevel bidraget så markant til rockens udvikling, at den i dag accepteres som en selvstændig akkord. 
Den kaldes også en kvintakkord, og noteres på becifringssprog med et 5-tal (C5, D5, Ab5 etc.).
Powerakkorden er hyppigt brugt i rockmusik siden 50'erne (Bill Haley, Chuck Berry), og mange kendte guitar-riffs er bygget op med powerakkorder ("Smoke on the Water", Iron Man m.fl.) Powerakkorden er også tit spillet med distortion, hvilket giver en meget karateristisk rock-lyd. I mange sange spiller lead-guitaristen de akkorder, som rytmeguitaristen spiller som powerakkorder, netop med distortion, for at give sangen en rock-lyd (ofte brugt af AC/DC, Guns N' Roses m.fl.)

## Standardstemning
Et eksempel på en powerakkord med udgangspunkt i bånd 6 (denne kan flyttes i alle bånd så længe mønstret bibeholdes).
e | – - -
H | – - -
G | – - -
D | – 8 -
A | – 8 -
E | – 6 -

## Drop D-stemning
Et eksempel på en powerakkord med udgangspunkt i bånd 6 (Denne kan flyttes i alle bånd så længe mønstret bibeholdes). Denne powerakkord er en hel tone dybere en den vist ovenfor.
e | – - -
H | – - -
G | – - -
D | – 6 -
A | – 6 -
D | – 6 -